# 817

## Události
Císař Ludvík Zbožný vydává nástupnický zákon Charta divisionis imperii.

## Hlavy států
- Papež – Štěpán IV. – Paschal I.
- Anglie
  - Wessex – Egbert
  - Essex – Sigered
  - Mercie – Coenwulf
- Franská říše – Ludvík I. Pobožný + Lothar I. Franský
- První bulharská říše – Omurtag
- Byzanc – Leon V. Arménský
- Svatá říše římská – Ludvík I. Pobožný + Lothar I. Franský